# Rotationskropp

En rotationskropp är i matematiken den volym som innesluts av kurvan {\displaystyle y=f(x)\,} när den roterar kring en axel. Exempel på fysiska objekt som har formen av rotationskroppar är föremål som svarvats eller drejats, exempelvis en skål eller ett basebollträ.
Volymen av en rotationskropp beräknas som integralen av rotationskroppens snittyta från dess början till dess slut. Denna är lika med funktionsvärdet i kvadrat gånger pi (och motsvarar cirkelns area som funktion av dess radie).
Volymen {\displaystyle V\,} av rotationskroppen av {\displaystyle f(x)\,} mellan a och b, roterad runt x-axeln, är alltså 
{\displaystyle V=\pi \int _{a}^{b}(f(x))^{2}dx}
Volymen {\displaystyle V\,} av rotationskroppen av {\displaystyle f(x)\,} mellan a och b, roterad runt y-axeln, är 
{\displaystyle V=2\pi \int _{a}^{b}x(f(x))dx}
I teorin kan en rotationskropp som är oändligt lång ändå ha ändlig volym. (Fysiska rotationskroppar har dock alltid begränsad längd.)
Arean {\displaystyle A\,} av rotationskroppen av {\displaystyle f(x)\,} mellan a och b, roterad runt x-axeln, är 
{\displaystyle A=2\pi \int _{a}^{b}f(x){\sqrt {1+f'(x)^{2}}}\,dx}
Arean {\displaystyle A\,} av rotationskroppen av {\displaystyle f(x)\,} mellan a och b, roterad runt y-axeln, är
{\displaystyle A=2\pi \int _{a}^{b}x{\sqrt {1+f'(x)^{2}}}\,dx}